# Randbøl Hede og klitter i Frederikshåb Plantage
Randbøl Hede og klitter i Frederikshåb Plantage este o arie protejată (arie specială de conservare — SAC, sit de importanță comunitară — SCI) din Danemarca întinsă pe o suprafață de 958 ha, integral pe uscat.

## Localizare
Centrul sitului Randbøl Hede og klitter i Frederikshåb Plantage este situat la coordonatele 55°39′42″N 9°09′20″E / 55.661667°N 9.155556°E.

## Înființare
Situl Randbøl Hede og klitter i Frederikshåb Plantage a fost declarat sit de importanță comunitară în februarie 1998 pentru a proteja un număr necunoscut de specii din flora spontană și fauna sălbatică aflate în arealul zonei. Situl a fost protejat și ca arie specială de conservare în decembrie 2011.

## Biodiversitate
Situată în ecoregiunea atlantică, aria protejată conține 11 habitate naturale: Lacuri și iazuri distrofice naturale, Vegetație psamofilă uscată cu pășuni deschise de Corynephorus și Agrostis, Mlaștini turboase de tranziție și turbării mișcătoare, Vegetație psamofilă uscată cu Calluna și Empetrum nigrum, Formațiuni ierboase bogate în specii de Nardus, dezvoltate pe substraturi silicioase în zone montane (și în zone submontane, în Europa continentală), Ape stătătoare oligotrofe până la mezotrofe, cu vegetație de Littorelletea uniflorae și/sau de Isoëto-Nanojuncetea, Pajiști cu Molinia pe soluri calcaroase, turboase sau argilos-nămoloase (Molinion caeruleae), Pajiști uscate europene, Depresiuni pe substraturi de turbă de Rhynchosporion, Vegetație psamofilă uscată cu Calluna și Genista, Pajiști umede nord-atlantice cu Erica tetralix.
La baza desemnării sitului se află un număr nedeclarat de specii protejate.